# Charles Bulfinch
Charles Bulfinch (Boston, 8 de agosto de 1763-Ídem., 15 de abril de 1844) fue uno de los primeros arquitectos estadounidenses, y muchos lo han considerado como el primer estadounidense nativo en practicar la arquitectura como profesión.

## Biografía
Bulfinch dividió su carrera entre su Boston natal, y Washington D. C., donde se desempeñó como Comisionado de Edificios Públicos y construyó la rotonda y la cúpula intermedias del Capitolio de Estados Unidos. Sus obras se destacan por su simplicidad, equilibrio y buen gusto, y por ser el origen de un estilo federal distintivo de cúpulas, columnas y ornamentos clásicos que dominó la arquitectura estadounidense de principios del siglo XIX.
Bulfinch nació en Boston de Thomas Bulfinch, un médico, y su esposa, Susan Apthorp, hija de Charles Apthorp. A la edad de 12 años, vio la batalla de Bunker Hill desde esta casa en el lado de Boston del río Charles.
Fue educado en Boston Latin School y en Universidad de Harvard, donde se graduó con un AB en 1781 y una maestría en 1784.
Luego realizó una gran gira por Europa desde 1785 hasta 1788, viajando a Londres, París y las principales ciudades de Italia. Bulfinch recibió una gran influencia del arquitecto renacentista Andrea Palladio. También estuvo influenciado por la arquitectura clásica en Italia y los edificios neoclásicos de Christopher Wren, Robert Adam, William Chambers y otros en Reino Unido. Thomas Jefferson se convirtió en una especie de mentor para él en Europa, como lo sería más tarde para Robert Mills.
A su regreso a Estados Unidos en 1787, se convirtió en promotor del viaje del barco Columbia Rediviva alrededor del mundo bajo el mando de Robert Gray. Fue el primer barco estadounidense en dar la vuelta al mundo. En 1788, se casó con Hannah Apthorp, su prima hermana. Entre sus hijos se encuentran Thomas Bulfinch, autor de La mitología de Bulfinch, y Stephen Greenleaf Bulfinch, clérigo y autor unitario.

### Carrera
El primer edificio de Bulfinch fue la iglesia de Hollis Street (1788). Entre sus otras obras tempranas se encuentran una columna conmemorativa en Beacon Hill (1789), el primer monumento a la Revolución Americana ; el teatro Federal Street (1793); el "Tontine Crescent" (construido entre 1793 y 1794, ahora demolido), diseñado en parte según el Royal Crescent de John Wood; la Old State House en Hartford (1796); y la Casa del Estado de Massachusetts (1798). Fue elegido miembro de la Academia Estadounidense de Artes y Ciencias en 1791.
En el transcurso de diez años, Bulfinch construyó un número notable de viviendas privadas en el área de Boston, incluida Pleasant Hill de Joseph Barrell (1793), una serie de tres casas en Boston para Harrison Gray Otis (1796, 1800, 1806), y la Casa de John Phillips (1804). Construyó varias iglesias en Boston, de las cuales New North (construida en 1802-1804) es la última en pie.
Sirvió de 1791 a 1795 en la junta de selectores de Boston, renunció debido a presiones comerciales, pero regresó en 1799. De 1799 a 1817, fue presidente de la junta de selectores de Boston de forma continua, y se desempeñó como superintendente de policía pagado, mejorando las calles, los desagües y la iluminación de la ciudad. Bajo su dirección, tanto la infraestructura como el centro cívico de Boston se transformaron en un estilo clásico y digno. Bulfinch fue responsable del diseño del Boston Common, la remodelación y ampliación de Faneuil Hall (1805) y la construcción de India Wharf. En estos años de Boston, también diseñó la prisión estatal de Massachusetts (1803); Mercado de Boylston (1810); University Hall de la Universidad de Harvard (1813-1814); Primera Unitaria Iglesia de Cristo, en Lancaster (1815–1817); y el edificio Bulfinch, hogar del Ether Dome en el Hospital General de Massachusetts (1818), cuya finalización estuvo supervisada por Alexander Parris, quien trabajaba en la oficina de Bulfinch en el momento en que el arquitecto fue llamado a Washington.
A pesar de esta gran actividad y participación cívica, Bulfinch fue insolvente varias veces a partir de 1796, incluso al comienzo de su trabajo en la casa estatal, y fue encarcelado durante el mes de julio de 1811 por deudas (en una prisión que él mismo había diseñado). No hubo pago por sus servicios como seleccionador, y recibió solo 1 400 dólares por diseñar y supervisar la construcción de la Casa del Estado.
En el verano de 1817, los roles de Bulfinch como seleccionador, diseñador y funcionario público coincidieron durante una visita del presidente James Monroe. Los dos hombres estuvieron casi constantemente en compañía del otro durante la visita de una semana, y unos meses más tarde (1818), Monroe nombró a Bulfinch sucesor de Benjamin Henry Latrobe como Arquitecto del Capitolio en Washington D. C. ( el edificio del Capitolio había sido parcialmente quemado por los británicos en 1814. ) En este cargo, se le pagaba un salario de 2500 dólares anuales más gastos.
Como Comisionado de Construcción Pública, Bulfinch completó las alas y la parte central del Capitolio, diseñó el acceso occidental y el pórtico , y construyó la cúpula baja de madera original del Capitolio según su propio diseño (reemplazada por la actual cúpula de hierro fundido completada a mediados de 1860). En 1829 Bulfinch completó la construcción del Capitolio, 36 años después de que se colocara su primera piedra. Durante su intervalo en Washington, Bulfinch también trazó planes para la Casa del Estado de Maine en Augusta (1829-1832), una Iglesia Unitaria y una prisión en Washington D. C. En 1827, fue elegido miembro honorario de la Academia Nacional de Diseño. Regresó a Boston en 1830, donde murió el 15 de abril de 1844, a los 80 años, y fue enterrado en King's Chapel Burial Ground en Boston. Más tarde, su tumba fue trasladada al cementerio Mount Auburn en Cambridge. En 1943, se botó un barco Liberty de Estados Unidos llamado SS Charles Bulfinch. El barco fue desguazado en 1971.

## Obras
Los diseños marcados con un asterisco se han atribuido a Bulfinch, aunque no se ha confirmado que hayan sido diseñados por el arquitecto.
- Segunda casa de reuniones de la Iglesia de Hollis Street (1788), Boston
- Casa de reuniones (1789-1792), Taunton
- Iglesia Bulfinch (1790-1793), Pittsfield
- Beacon Hill Memorial (1791), Boston
- Casa de Joseph Coolidge (1792), Boston
- Teatro de calle federal (1793), Boston
- Tontine Crescent (1793-95), Boston
- Primera casa de Harrison Gray Otis (1795–96), Boston
- Casa del Estado de Massachusetts (1795-1798), Boston
- Antigua Casa del Estado de Connecticut (1796), Hartford
- Casa de la comunidad de Dedham (1798), Dedham
- Segunda casa de Harrison Gray Otis (1800–1802), Boston
- Iglesia de la Santa Cruz (1800-1803), Boston
- Palacio de justicia del condado de Worcester (1801-1803) Worcester[5]
- Iglesia de San Esteban (1802-1804), Boston
- Casa Amory-Ticknor (1804), Boston
- Casa Nichols (1804), Boston
- 51–57 Mount Vernon Street (1804), Boston[6]
- Samuel Gridley y Julia Ward Howe House ) * (1804-1805), Boston
- 13-17 Chestnut Street (1804-1805), Boston[7]
- Palacio de justicia superior de Newburyport (1805), Newburyport
- Stoughton Hall, Universidad de Harvard (1805), Cambridge
- Tercera casa de Harrison Gray Otis (1806), Boston
- Ampliación de Faneuil Hall (1806), Boston
- Quarters A, Brooklyn Navy Yard * (1805-1806), Brooklyn
- Segundo campanario de la Iglesia Old North * (1806), Boston[8]
- Muelle de la India (1807), Boston
- 87 Mount Vernon Street (1807), Boston[9]
- Tercera casa de reuniones de la Iglesia Federal Street (1809), Boston
- Massachusetts Bank (1809) Boston[10]
- Boylston Market (1810), Boston
- Palacio de justicia del condado de Suffolk (1810), Boston
- Essex Bank (1811), Salem
- University Hall, Universidad de Harvard (1813-1815), Cambridge
- Nueva Iglesia del Sur (1814), Boston
- Banco de Fabricantes y Mecánicos (1814-1815), Boston
- Palacio de justicia del condado de Middlesex (1814-1816), Cambridge
- Primera Iglesia de Cristo, Unitaria (1816), Lancaster
- Ayuntamiento de Salem (1816–17), Salem
- Capilla y biblioteca, Seminario Teológico de Andover (1817-1818), Andover
- Hospital General de Massachusetts, edificio Bulfinch (1818-1823), Boston
- Reformas del Capitolio de Estados Unidos (1822-1823), Washington D. C.
- Primera Iglesia Unitaria (1821-1822), Washington D. C.[11]
- Puertas y postes del Capitolio de Estados Unidos (1827), Washington D. C.
- Casa del Estado de Maine (1832), Augusta

## Galería

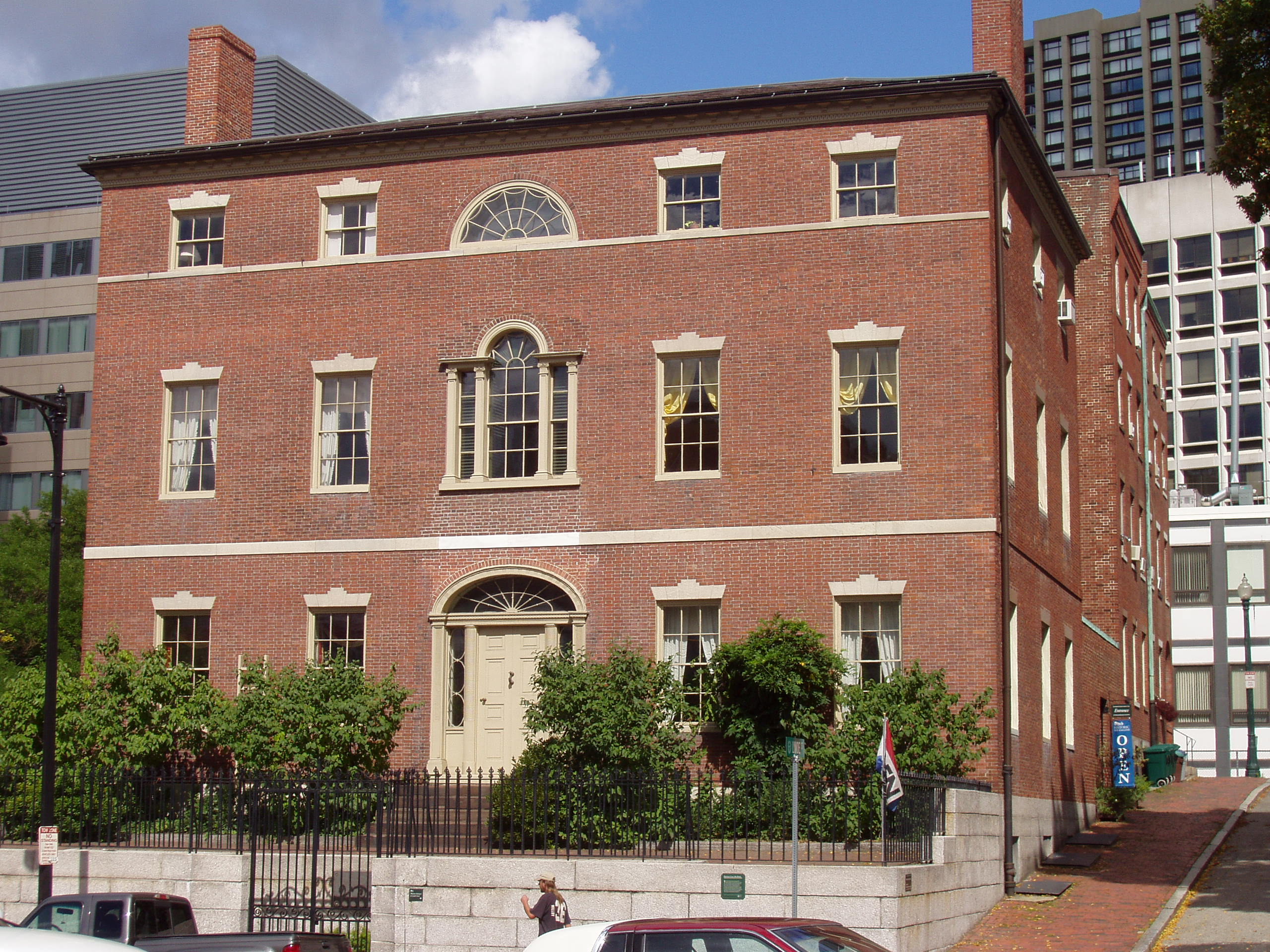
Harrison Gray Otis House
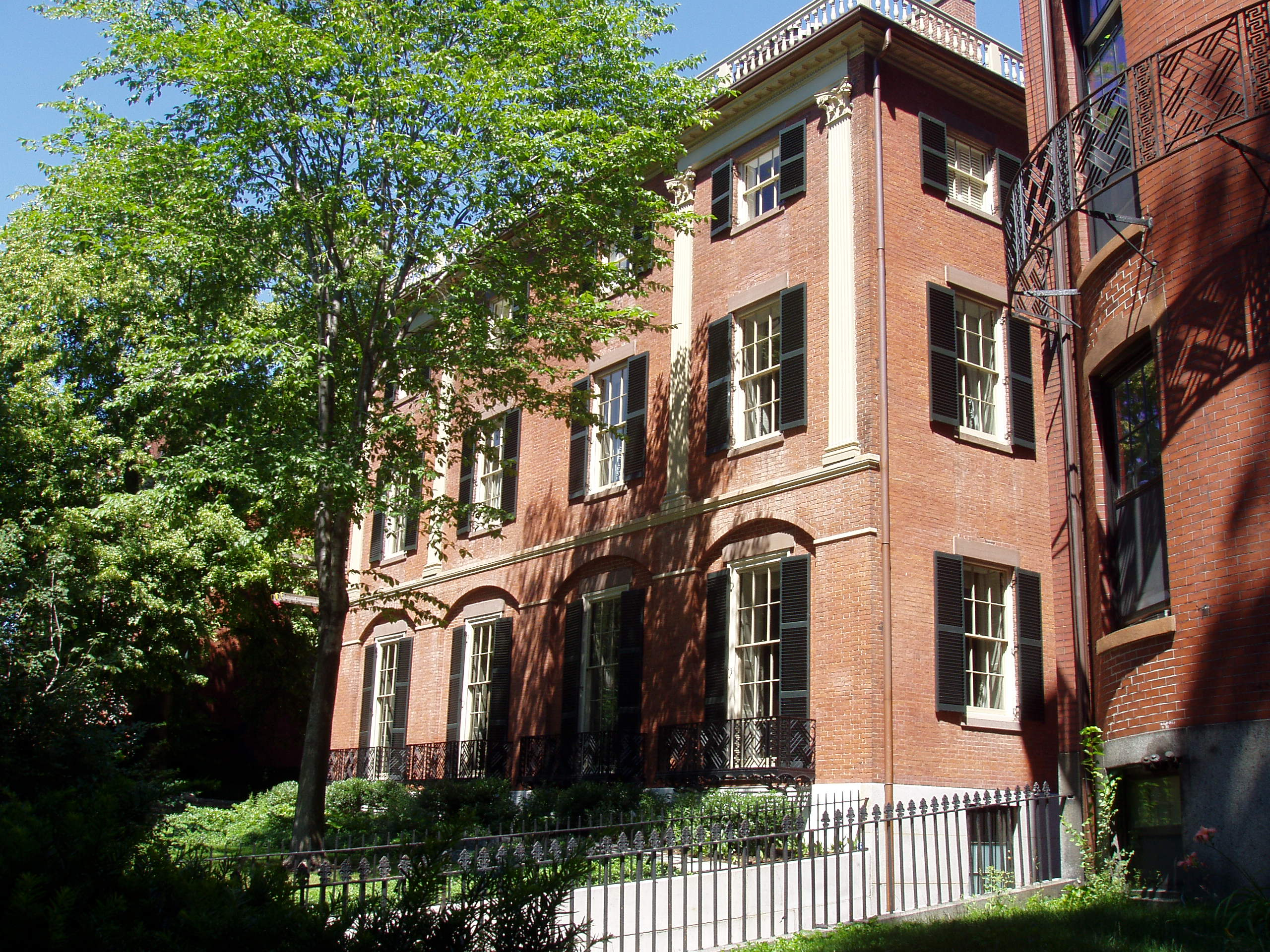
Harrison Gray Otis House
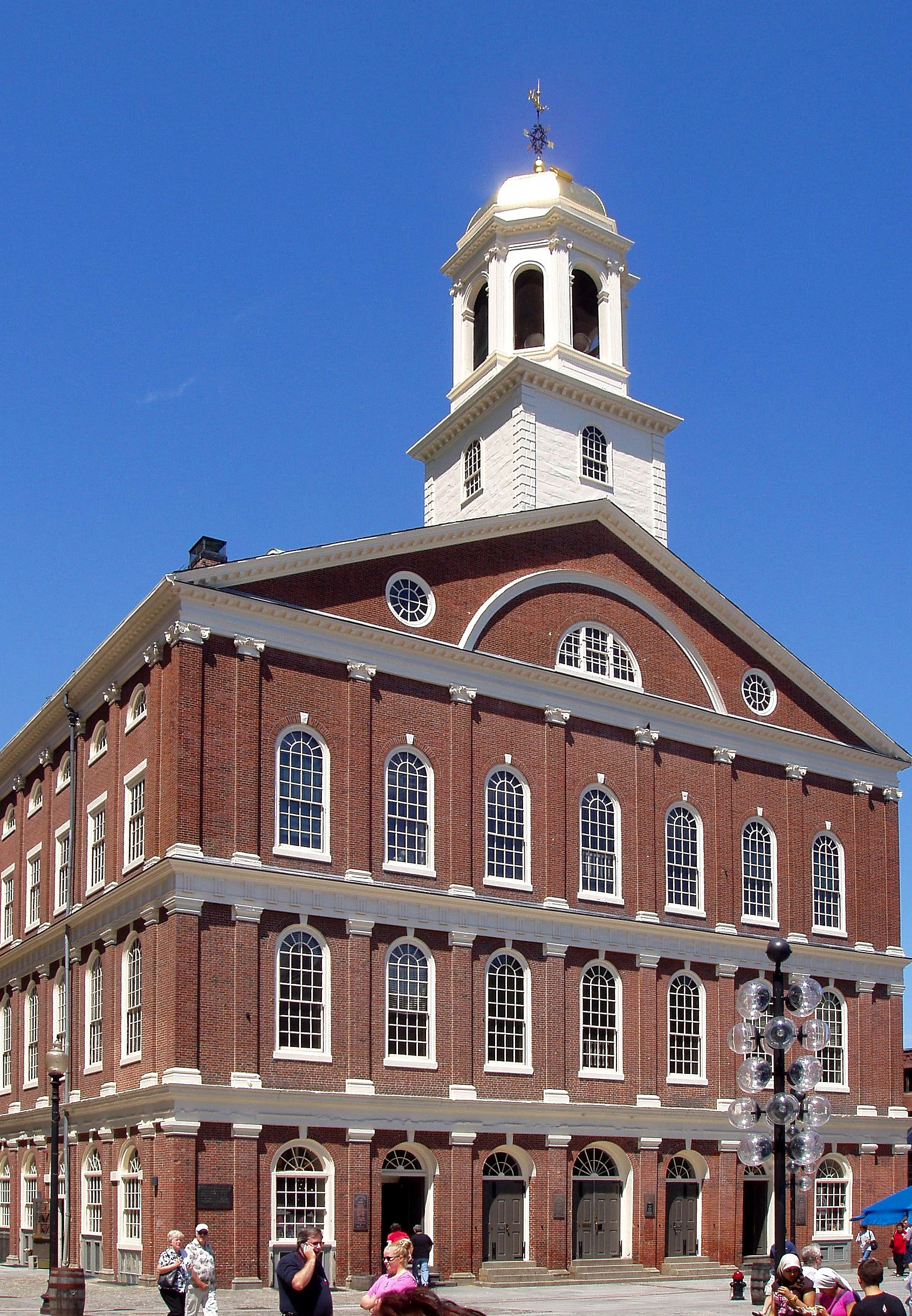
Faneuil Hall
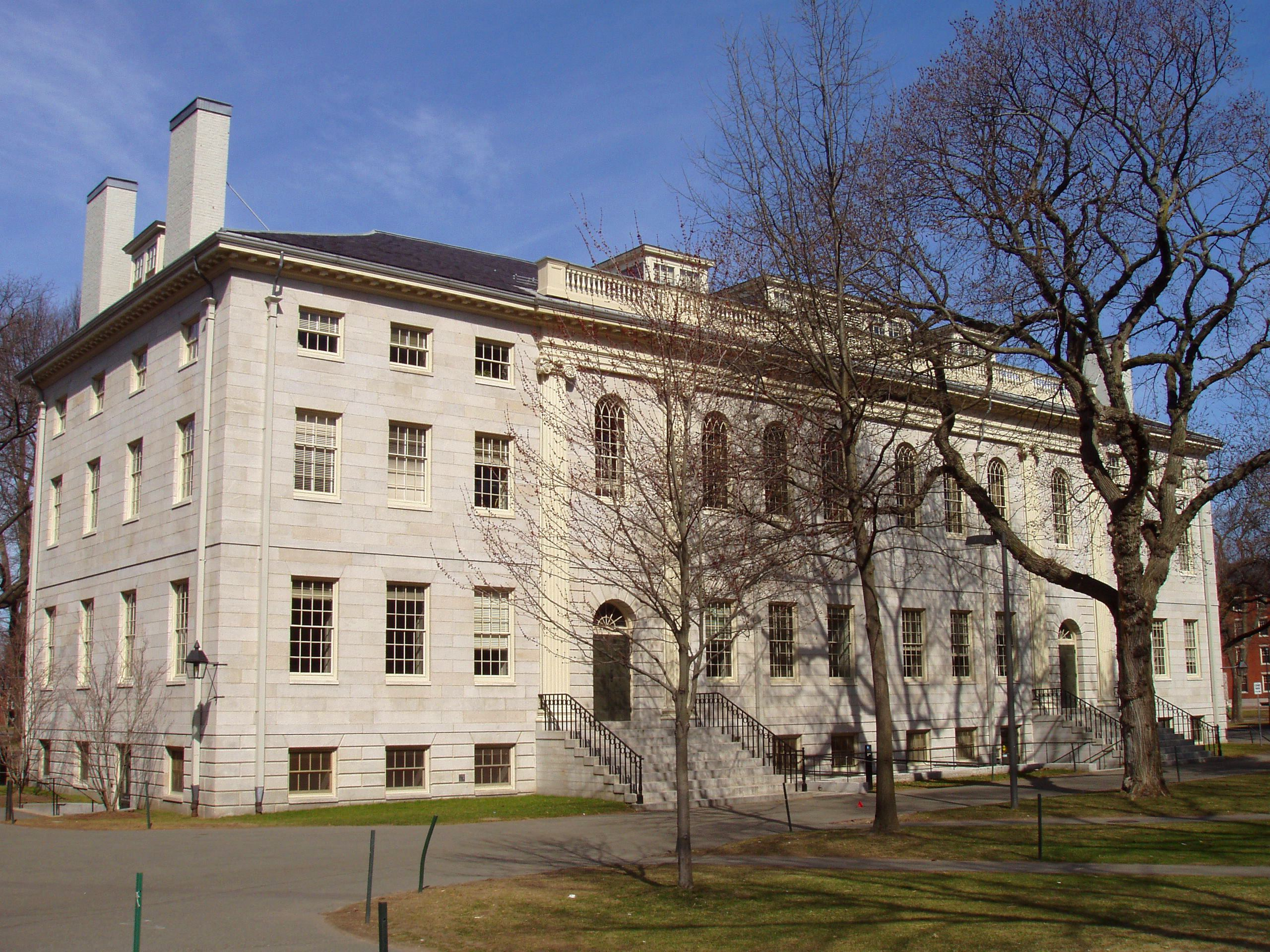
University Hall (Harvard University)
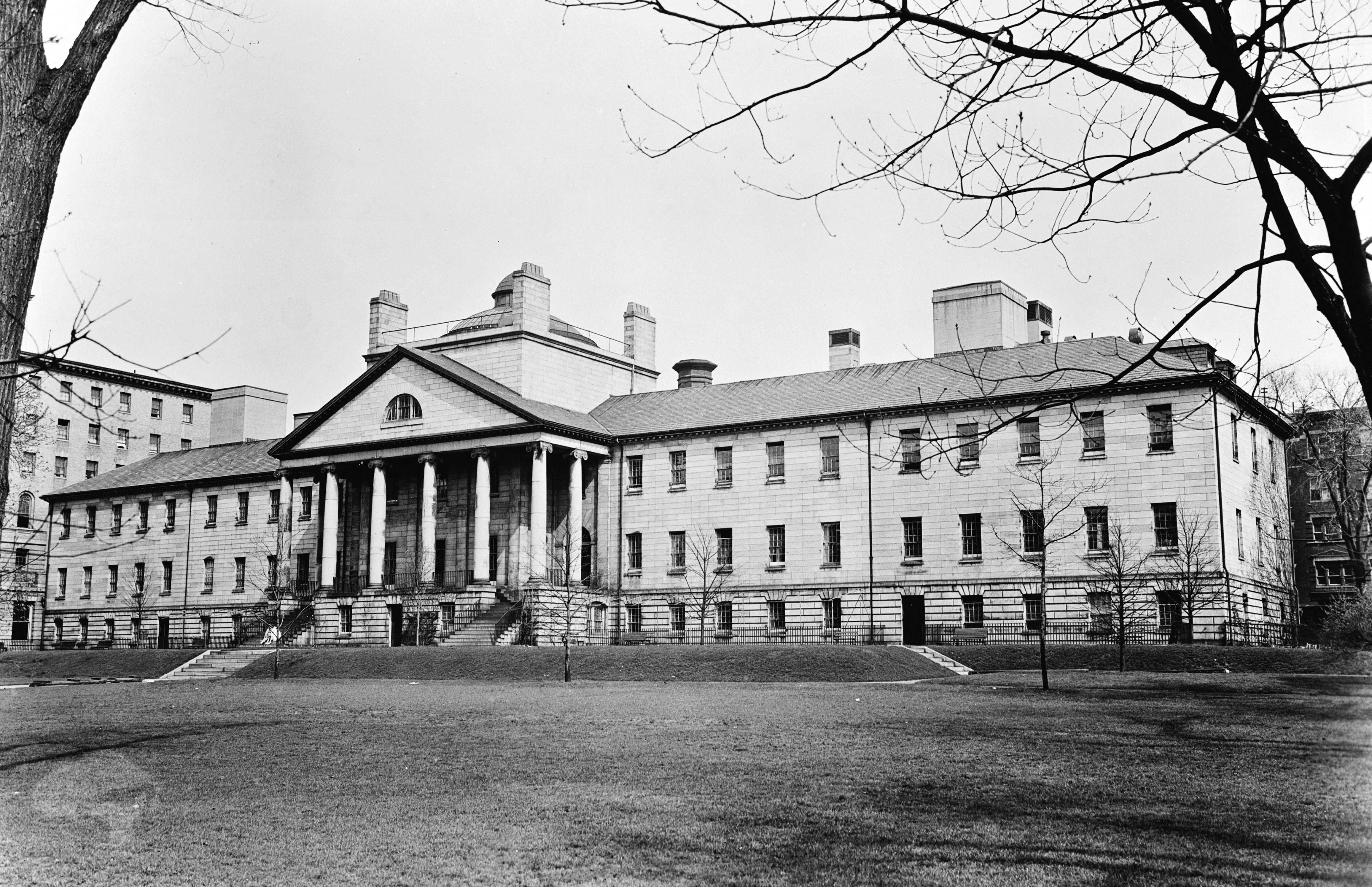
Massachusetts General Hospital, Bulfinch Building
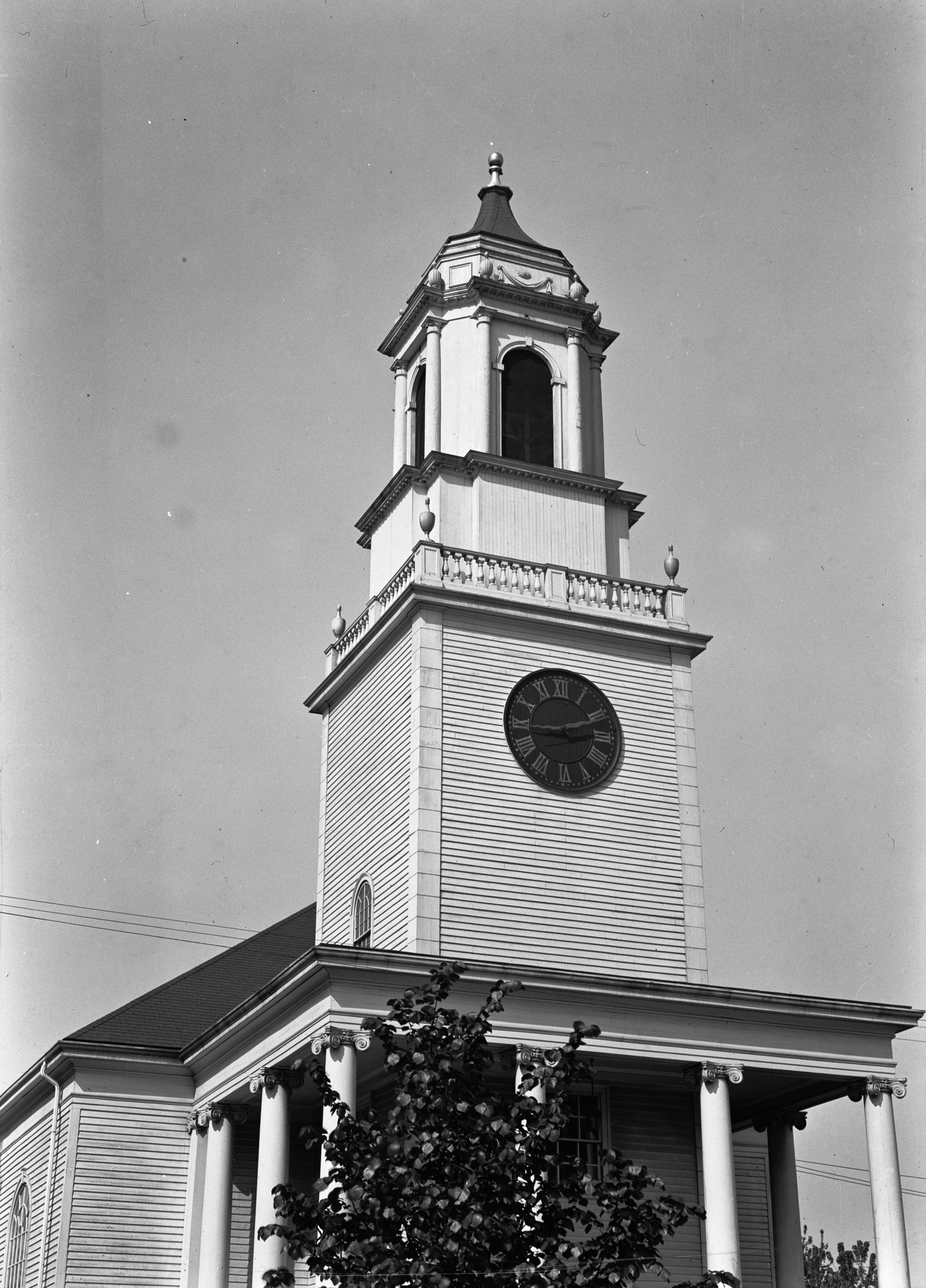
Tower, Arlington
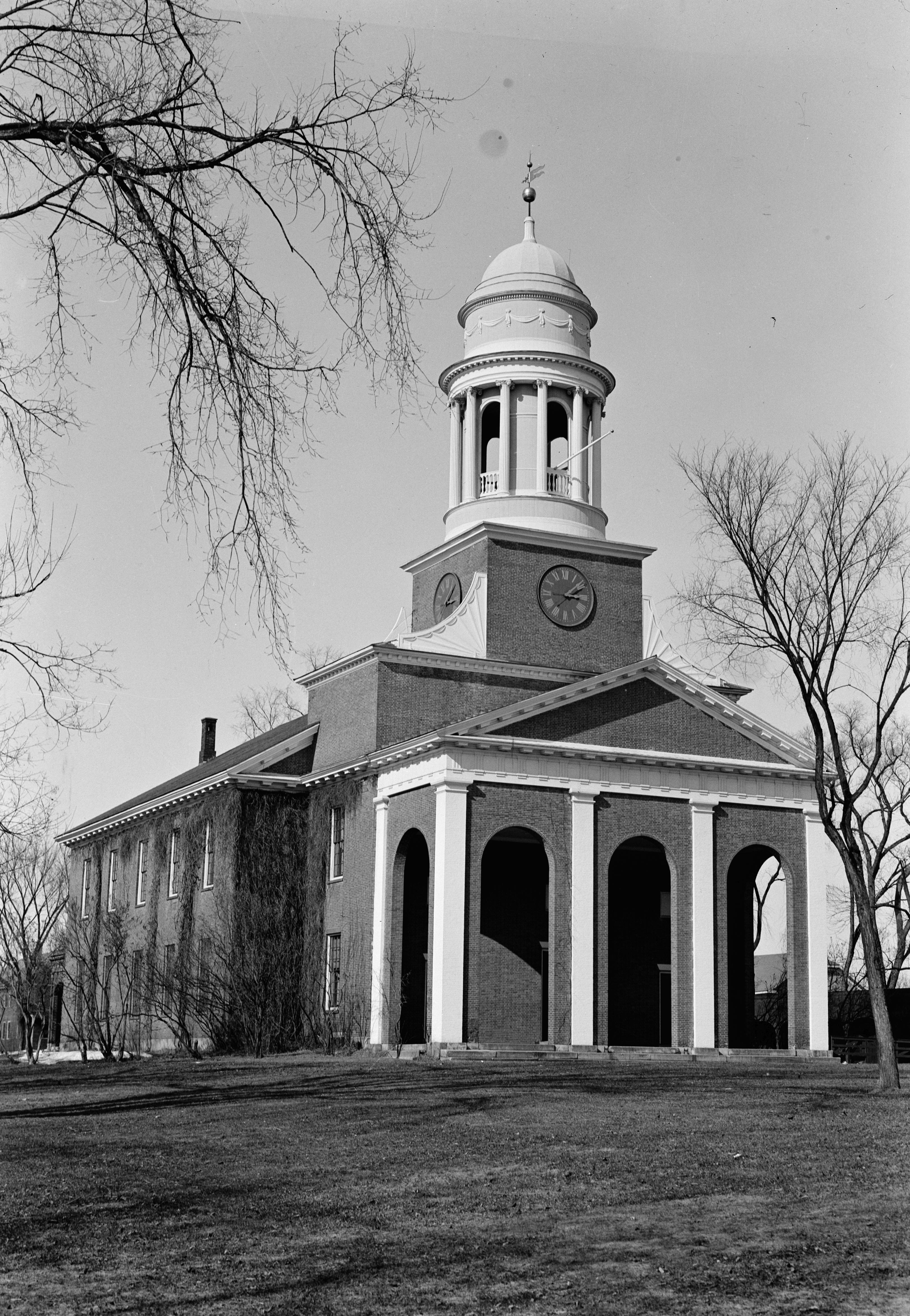
Church of Christ, Unitarian
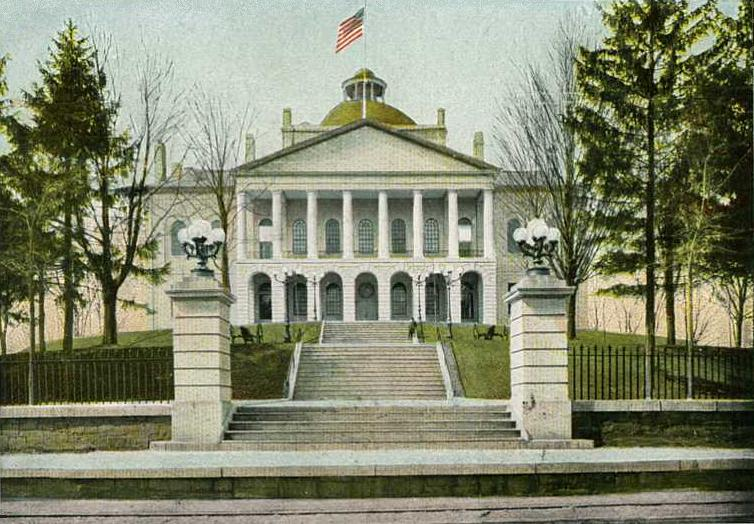
Casa del Estado de Maine, Augusta
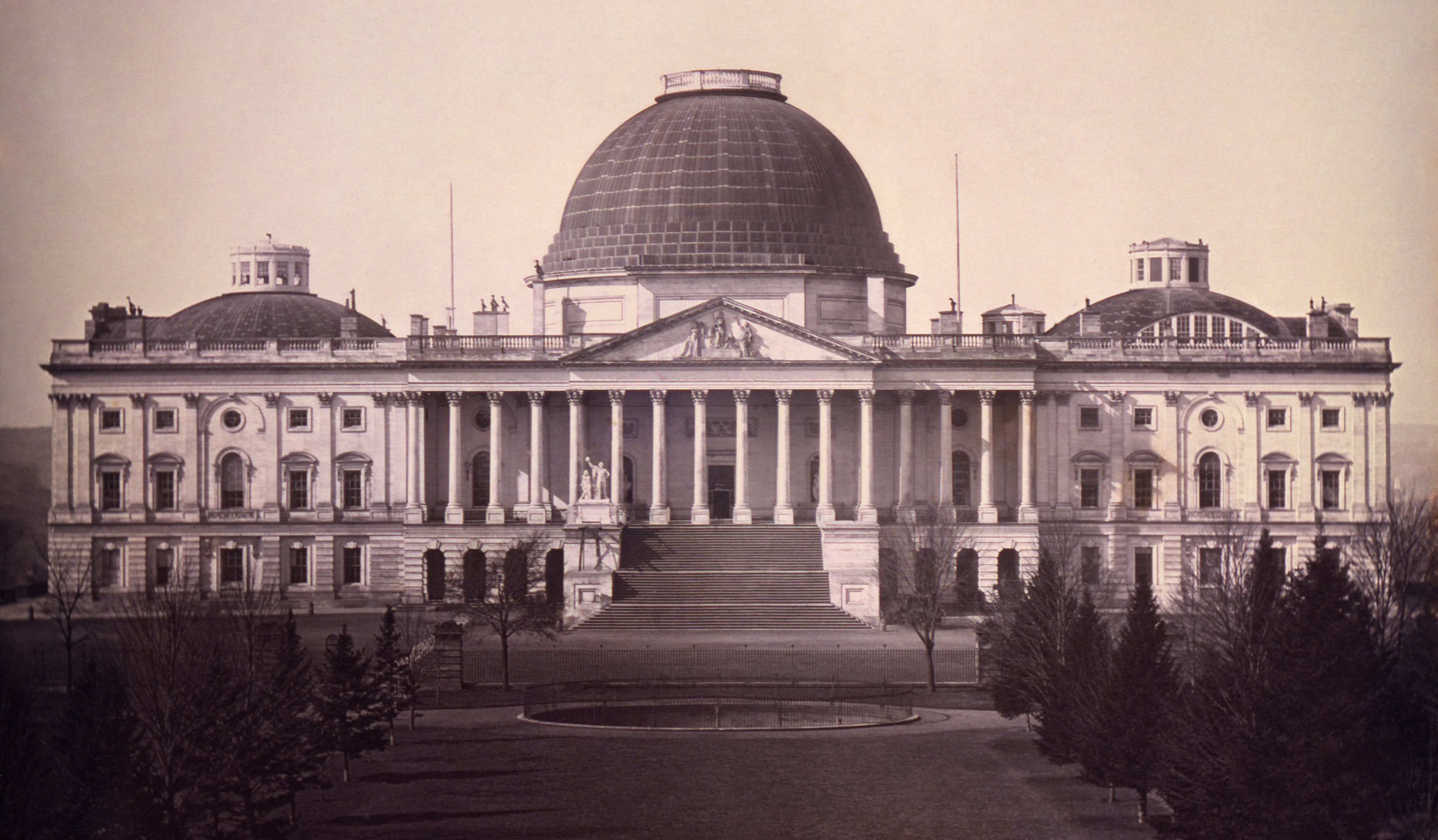
Capitolio de los Estados Unidos, 1846
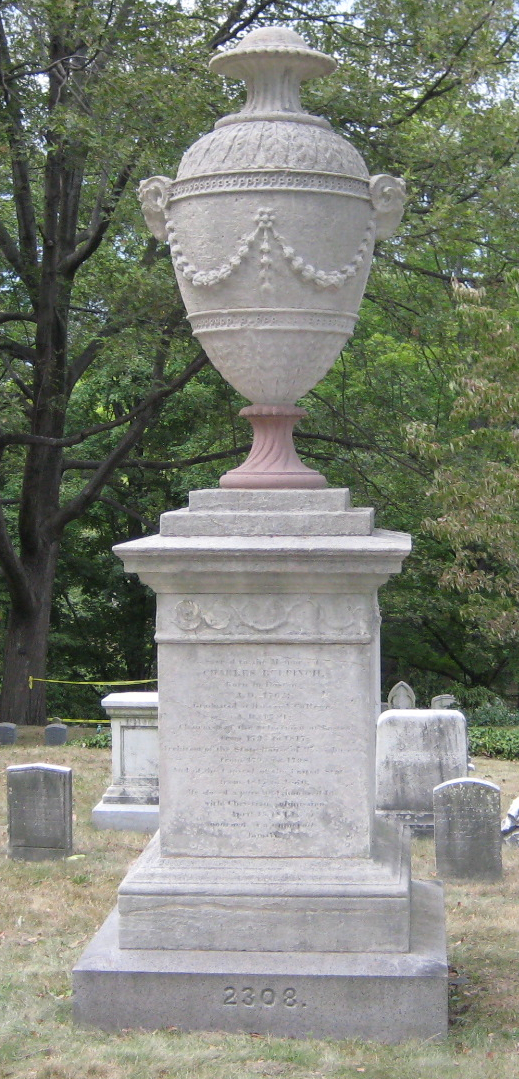
Mount Auburn Cemetery
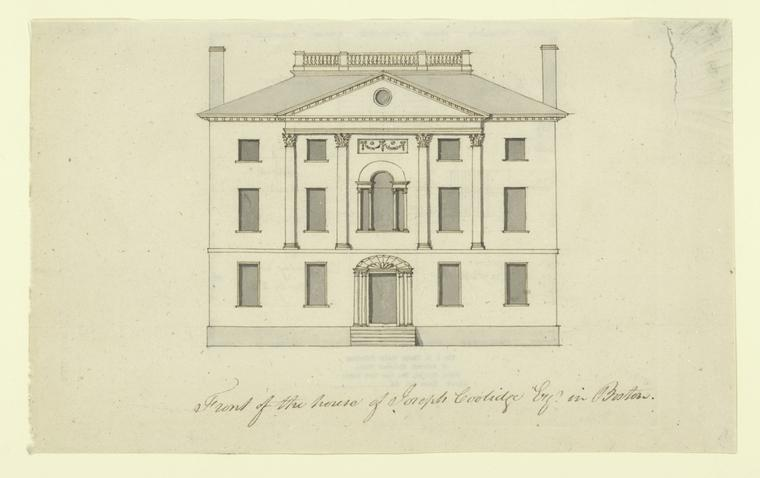
Joseph Coolidge House, Boston
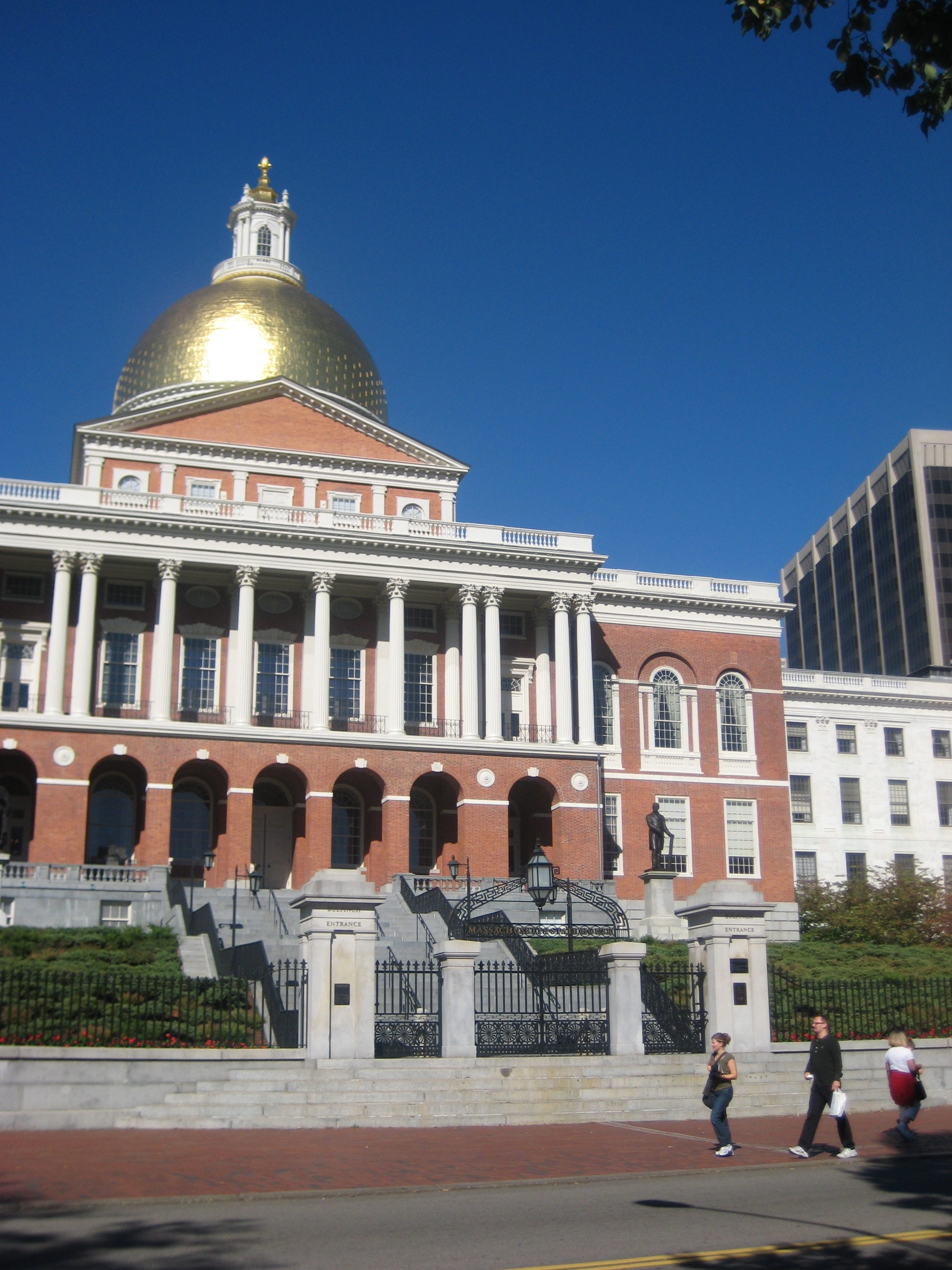
Casa del Estado de Massachusetts

## Bibliografìa adicional
- Ellen Susan Bulfinch. Vida y cartas de Charles Bulfinch, arquitecto. Houghton, Mifflin & Co., Boston y Nueva York 1896